# Mirrors (BACK-ONの曲)
「Mirrors」（ミラーズ）はBACK-ONの配信限定シングル。

## 概要
BACK-ONで配信限定曲はこれで3曲目。配信限定曲では、「リザレクション」以来、約8ヵ月半振り、配信限定EPでは『DTM EP』以来、約2ヵ月振りとなる。

## タイアップ
PlayStation 4/PS VITA用ゲーム ｢ガンダムブレイカー3｣ オープニングテーマ

## 収録内容
1. Mirrors [4:38]
  - 作詞・作曲 : BACK-ON